# اندریک دوس سانتوس
اندریک دوس سانتوس (انگلیسی: Endrick؛ زادهٔ ۷ مارس ۱۹۹۵) بازیکن فوتبال اهل برزیل است.
از باشگاه‌هایی که در آن بازی کرده‌است می‌توان به باشگاه فوتبال آپولون لیماسول اشاره کرد.
وی همچنین در تیم ملی فوتبال مالزی بازی کرده‌است.